# Fylkesväg 76
Fylkesväg 76 (norska: Fylkesvei 76), även känd som Tosenvägen (norska: Tosenveien), är en primär fylkesväg i Nordland fylke i norra Norge som går mellan Europaväg 6 vid Brenna i Grane kommun och staden Brønnøysund i Brønnøy kommun. Sträckan mellan Skillvika och Salhus är gemensam med fylkesväg 17.
Vägen är 90,7 kilometer lång och asfalterad. Den passerar bland annat genom byarna Tosbotnet och Hommelstø.
Sträckan mellan Skillvika och Brønnøysund har status som nationell turistväg (Helgelandskysten).

## Anslutningar
Fylkesväg 76 ansluter till:
- Europaväg 6 (vid Brenna)
- Fylkesväg 17 (vid Skillvika)
- Fylkesväg 17 (vid Salhus)

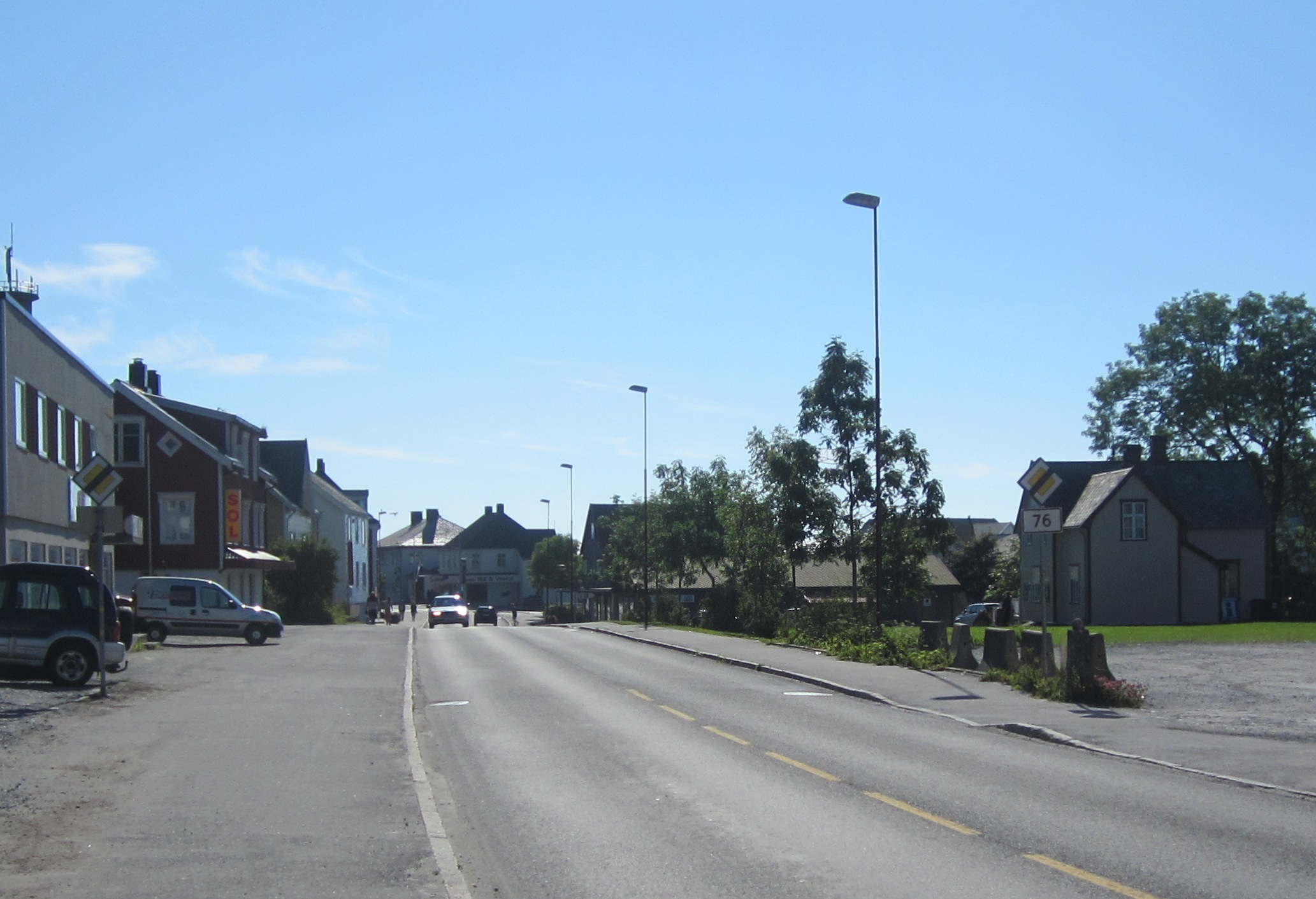
Fylkesväg 76 vid Brønnøysund.

- Fylkesväg 778 (vid Brønnøysund)